# Lloret de Vistalegre
Lloret de Vistalegre ist eine Gemeinde auf der spanischen Baleareninsel Mallorca. Sie zählt 1.619 Einwohner (Stand: 2024). Der gleichnamige Hauptort hatte 2008 792 Einwohner. Im Jahr 2006 betrug der Ausländeranteil der Gemeinde 16,6 % (191), der Anteil deutscher Einwohner 5,6 % (64).

## Sehenswürdigkeiten
- Pfarrkirche Mare de Déu de Loreto
- Windmühlen Molí de Ca’n Beato, Molí de Ca’n Poleo o Ca’n Gomila, Molí de Ca’n Company

## Persönlichkeiten
- José Nicolau (1908–1934), Radrennfahrer